# 강릉전파관리소
강릉전파관리소(江陵電波管理所)는 강원특별자치도의 무선국의 감시 및 혼신조사 등에 관한 사무를 분장하는 중앙전파관리소의 소속기관이다. 1964년 11월 20일 발족하였으며, 강원특별자치도 강릉시 연곡면 성안길 40-31에 위치하고 있다. 소장은 서기관 또는 기술서기관으로 보한다.

## 연혁
- 1964년 11월 20일: 체신부 소속으로 강릉전파감시국 설치.[2]
- 1976년 2월 5일: 전파관리국 소속으로 변경.[3]
- 1980년 8월 26일: 강릉전파감리국으로 개편.[4]
- 1982년 1월 1일: 체신부 소속으로 변경.[5]
- 1983년 1월 1일: 강릉지방체신청 소속으로 변경.[6]
- 1983년 12월 30일: 중앙전파감시소 소속 강릉분소로 개편.[7]
- 1986년 12월 26일: 강릉시로 청사 이전.
- 1987년 12월 15일: 중앙전파관리소 소속으로 변경.[8]
- 1992년 2월 12일: 현 청사로 이전.
- 2006년 12월 29일: 강릉전파관리소로 개편.[9]

## 조직

### 소장
- 운영지원과[10]
- 방송통신서비스과[10]
- 전파이용안전과[10]
- 무선국업무과[10]
- 이용자보호과[10]